# Енторинальна кора
Енторина́льна кора́ (англ. entorhinal cortex) — частина кори головного мозку, яка розташована в скроневій частці і відноситься до гіпокампової формації. Анатомічно поділяється на латеральну частину та медіальну частину, у кожній з яких виділяється три шари клітин (шари II, III та V) та один шар без клітин (лат. lamina dissecans на місці шару IV). Енторинальна кора слугує основним інтерфейсом між новою корою та власне гіпокампом. У медіальній енторинальній корі виявлено нейрони решітки, нейрони напряму голови та нейрони межі, які проєктуються на нейрони місця власне гіпокампа та відіграють важливу роль у роботі внутрішньої мозкової системи просторової орієнтації тварини. Енторинальна кора також бере участь у формуванні пам'яті. За хвороби Альцгеймера вона уражається в першу чергу ще до прояву явних порушень когнітивних здібностей і поведінки пацієнта.